# ヨーナス・エルネリンド
ヨーナス・エルネリンド（Hans Jonas Ernelind、1976年3月31日 - 2011年2月25日）は、スウェーデンのハンドボール選手。ヴェストラ・イェータランド県ヨーテボリ出身。
1996年から2006年までハンドボールスウェーデン代表に選ばれており、2002年欧州男子ハンドボール選手権優勝や2001年の世界男子ハンドボール選手権準優勝のメンバーとなった。通算で104試合に出場し266ゴールを記録した。
1994年から2000年までスウェーデンリーグのIK Sävehofでプレーした後2000年から2004年まではドイツのハンドボール・ブンデスリーガに所属し、THWキールやHSVハンブルクでプレー、通算137試合で456ゴールを記録した。
2004-2005シーズンからは再びスウェーデンリーグのIK Sävehofでプレーした.
2011年2月25日、悪性黒色腫のため34歳で死去した。